# Retribution (film 1913 Reid)
Retribution è un cortometraggio muto del 1913 diretto da Wallace Reid e da Willis Robards.

## Produzione
Il film fu prodotto dalla Nestor Film Company.

## Distribuzione
Distribuito dall'Universal Film Manufacturing Company, il film - un cortometraggio di una bobina - uscì nelle sale cinematografiche USA il 10 dicembre 1913.